# Aniseres latus
Aniseres latus là một loài tò vò trong họ Ichneumonidae.